# Animal Político
Animal Político es una publicación digital independiente nacida en México en 2010 centrada en la información política del país. Pionera en México en la especialidad de «periodismo de datos» entre los temas que investiga está la corrupción, narcotráfico, rendición de cuentas, migración, violencia de género, derechos humanos y delitos contra la libertad de expresión desde la base de la transparencia de la información a la ciudadanía. Su fundador y director es el periodista mexicano Daniel Moreno Chávez y desde 2017 la editora general es Tania L. Montalvo también periodista de Narcodata, una plataforma con datos sobre la evolución del mundo del crimen en México.

## Proyecto
Animal Político dio sus primeros pasos en Twitter con la cuenta @Pajaropolitico con el objetivo de utilizar esta red social para la emisión de noticias en vivo e involucrar a la ciudadanía en el proceso de la gestión de la información. En mayo de 2010 se registró la publicación digital por parte de Elephant Publishing LLC y Printed Matter LLC.
Los ingresos de Animal Político se generan a través de diversos medios, procurando la transparencia y la independencia del medio. Entre las acciones realizadas en 2016 está «Fondea», una campaña a través de Fondeadora, una plataforma de micromecenazgo.
En el ámbito de la relación laboral de los periodistas que trabajan en la publicación, en 2016 la editora ejecutiva Dulce Ramos destacaba en una entrevista que la totalidad de los periodistas tenían cubiertos todos sus derechos laborales, por ejemplo la seguridad social.
En 2016 en las redes sociales Animal Político contaba ya más de un millón de seguidores en Facebook y otro millón de seguidores más en Twitter, representando el 70% del tráfico total. En el Ranking de Medios Nativos Digitales realizado por El Economista y comScore Animal Político registró, en el mes de abril de 2016, 422,000 visitantes únicos desde un teléfono inteligente. En el número de usuarios únicos desde escritorio, se encontró en el noveno lugar con 451,000 y desde tabletas registró 30,000.

## Coberturas destacadas
Entre sus investigaciones más reconocidas está la publicada en mayo de 2014 con la asociación ciudadana Mexicanos Contra la Corrupción y la Impunidad, que reveló que durante la gestión de Javier Duarte como gobernador de Veracruz se habría conformado una red de empresas fantasma, a las cuales se les facilitaban licitaciones públicas o se les asignaban directamente contratos, principalmente relacionados con política social, como el combate a la pobreza o la asistencia. La investigación del periodista Arturo Ángel Mendieta recibió el Premio Walter Reuter y el Premio Nacional de Periodismo en 2016.
En 2015 en el espacio «El Sabueso en Vivo» por primera vez en México un grupo de ciudadanos, periodistas y especialistas en diversas áreas de conocimiento unieron esfuerzos para analizar en tiempo real el Informe de Gobierno del presidente mexicano Enrique Peña Nieto. Se realizaron 23 verificaciones: nueve resultaron engañosas, cinco verdades a medias, cinco no se pudieron comprobar, tres verdaderas y una discutible.
En 2018 el reportaje publicado en Animal Político La estafa maestra. Graduados en desaparecer dinero, sobre el desvío de fondos públicos a través de empresas fantasmas por parte del gobierno mexicano elaborado por los periodistas Daniel Moreno, Salvador Camarena, Miriam Castillo, Nayeli Roldán y Manuel Ureste recibió el premio Ortega y Gasset de periodismo en español a la Mejor Historia o Investigación de trabajos periodísticos publicados en español durante 2017. El jurado destacó «el valor y la profundidad de la investigación, realizada a lo largo de nueve meses en seis estados diferentes, y que detalla los sofisticados mecanismos de corrupción del país». En 2018, recibieron el Premio Nacional de Periodismo en la categoría reportaje junto a Mexicanos Contra la Corrupción y la Impunidad, por la investigación de La estafa maestra.

## Polémica
El 28 de agosto de 2020, Jesús Ramírez Cuevas, vocero de la Presidencia de México, acusó a Animal Político de estar presuntamente vinculado con un listado de fundaciones extranjeras que habrían financiado a medios digitales y organizaciones de la sociedad civil para oponerse al proyecto del Tren Maya.
Daniel Moreno Chávez, director del medio, refutó las afirmaciones de la Presidencia y señaló que el gobierno federal difundía información falsa. A través de su cuenta de Twitter, Moreno confirmó que Editorial Animal «ha recibido financiamiento para la realización de diversos proyectos editoriales y de investigación por parte de diversas fundaciones», pero puntualizó que dichos recursos fueron usados para financiar otros proyectos o reportajes y que Animal Político «no recibe financiamiento condicionado a alabar o criticar ningún programa público».
Otras organizaciones en defensa del medio ambiente, también aludidas por la declaración de Ramírez Cuevas, desmintieron las acusaciones y exigieron disculpas públicas «por las agresiones y actos de difamación por los que hemos sido objeto desde la Presidencia de la República».